# 22830 Tinker
22830 Tinker è un asteroide della fascia principale. Scoperto nel 1999, presenta un'orbita caratterizzata da un semiasse maggiore pari a 3,0733560 UA e da un'eccentricità di 0,1977426, inclinata di 1,65904° rispetto all'eclittica.